# Maria Magdalena Dumitrache
Maria Magdalena Dumitrache, née le 3 mai 1977 à Târgoviște (Roumanie), est une rameuse d'aviron roumaine.

## Carrière
Maria Magdalena Dumitrache est sacrée championne du monde de huit en 1998 et en 1999. Aux Jeux olympiques de 2000 à Sydney, elle est médaillée d'or en huit.